# Echinocereus poselgeri
Echinocereus poselgeri es un cactus originario de México.

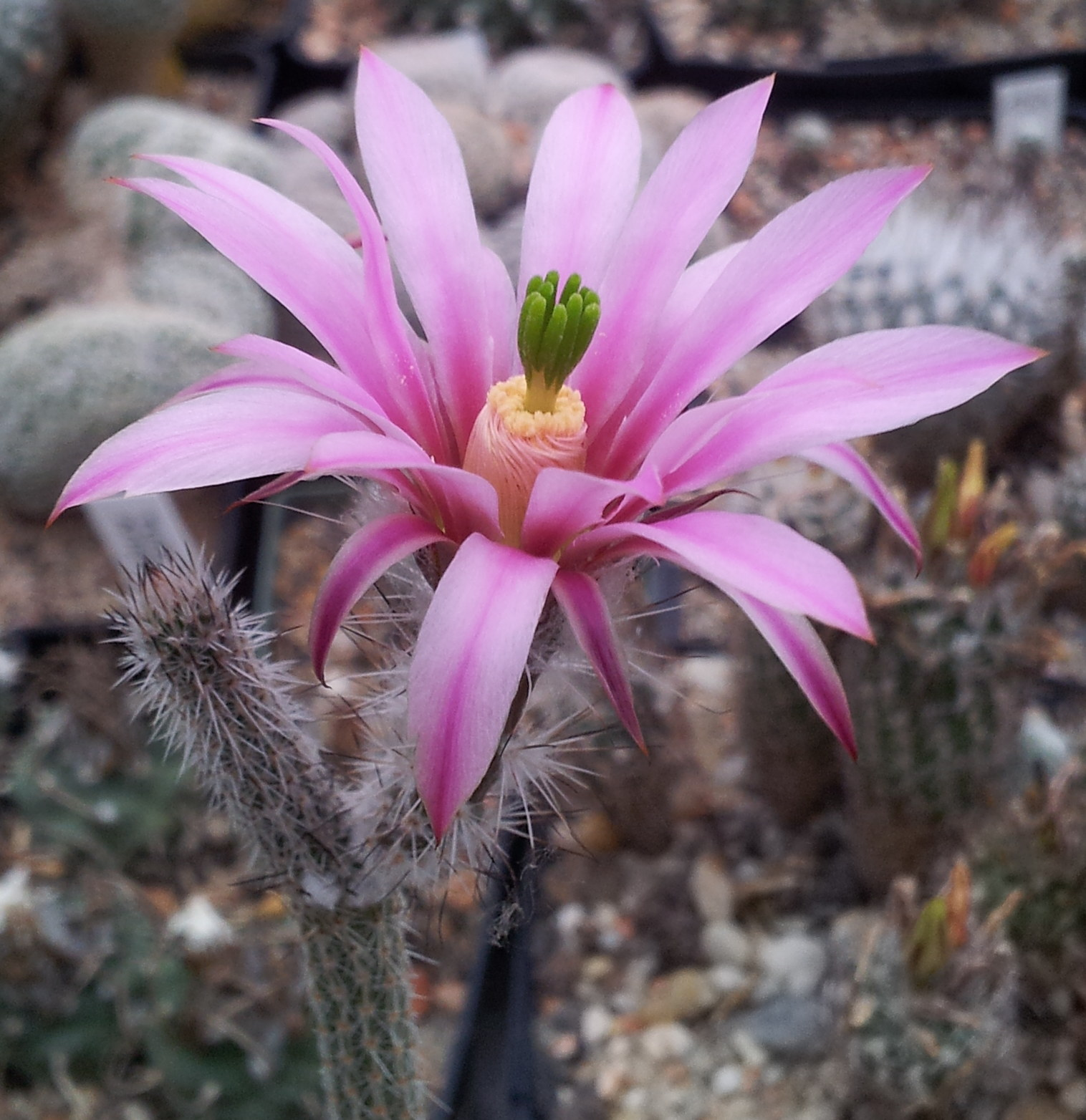
Flor

## Descripción
Echinocereus poselgeri crece sobre todo con varios brotes y forma un bulbo, patrón similar de dalias. Los delgados y cilíndricos brotes azules-verdes oscuros se estrechan hacia la punta. Miden de 60 a 120 cm de largo y tienen diámetros desde 1 hasta 2 centímetros. Tiene ocho a diez costillas bajas y discretas que no son tubérculos. Con una única espina central ligeramente aplanada, oscura de hasta 9 milímetros de largo. Los 8 a 16 espinas radiales blanquecinas o grisáceas tienen una punta más oscura y son 2 y 4,5 milímetros de largo. Las flores en forma de embudo  son de color rosa magenta. Aparecen a veces en terminales, por lo general, se encuentran, en las proximidades de las puntas de los brotes, son de hasta 6 cm de largo y alcanza un diámetro de hasta 7 centímetros. Los frutos son de color verde oscuro a marrón y son ovoides y cubiertos con lana perenne y espinas.
Es una especie sujeta a protección especial, SEMARNAT Norma Oficial Mexicana 059, de forma cilíndrica muy delgada, de 70 cm de alto y 2 cm de diámetro. Flores de color rosa-magenta, dispuestas en el ápice. Longevidad estimada: 25 años.

## Distribución
Estados mexicanos de: Coahuila, Durango, Nuevo León, San Luis Potosí, Tamaulipas

## Taxonomía
Echinocereus poselgeri fue descrita por George Engelmann y publicado en Les Cactées 57. 1868.
Etimología
Echinocereus: nombre genérico que deriva del griego antiguo: ἐχῖνος (equinos), que significa "erizo", y del latín cereus que significa "vela, cirio" que se refiere a sus tallos columnares erizados.
poselgeri: epíteto otorgado en honor del  médico, químico y botánico alemán Heinrich Poselger (1818-1883), que recogió en 1849-1851 plantas suculentas de América del Norte.
Sinonimia
- sacasil
- zacasil
- sacazil
- Cereus poselgeri
- Cereus tuberosus
- Wilcoxia poselgeri[5]
- Cereus poselgerianus (Linke) A.Berger
- Echinocereus kroenleinii (Mich.Lange) W.Blum & Waldeis
- Echinocereus tamaulipensis (Werderm.) Mich.Lange
- Echinocereus tamaulipensis subsp. deherdtii Mich.Lange
- Echinocereus tamaulipensis subsp. waldeisii (Haugg) Mich.Lange
- Echinocereus tuberosus Poselg. ex Rümpler
- Echinocereus waldeisii Haugg
- Wilcoxia kroenleinii A. Cartier
- Wilcoxia tamaulipensis Werderm.
- Wilcoxia tuberosa A. Berger[6]